# Epichloe poae
Espèce
Epichloe poae (ou Epichloë poae) est une espèce de champignons (Fungi) ascomycètes de la famille des Clavicipitaceae.
Cette espèce se développe en parasite de plantes herbacées de la famille des Poaceae.